# Philips Tele-Spiel ES-2201
Philips Tele-Spiel ES-2201 — игровая приставка производства Philips, выпускалась в 1975—1976 годах. Одна из первых европейских игровых приставок. По типу работы похожа на Magnavox Odyssey, также использует картриджи.

## История
Philips Tele-Spiel ES-2201 была выпущена в 1975 году, спустя год после начала продаж консоли Magnavox Odyssey в Европе. В разных странах приставка продавалась под разными именами (Tele-Spiel, Telespel, Tele-Peli), которые означают просто «телевизионная игра», при этом индекс консоли ES-2201 был один во всех странах. Картриджи из разных стран могли работать на любой версии приставки.
Из-за высокой цены (как на приставку, так и на дополнительные картриджи) ES-2201 была непопулярна, а потому в 1976 году снята с производства и заменена четырьмя новыми моделями Pong-типа, использующими одночиповое решение (несколько игр встроены в приставку, картриджи не используются): Philips Tele-Spiel ES-2203/2204 и Philips Tele-Spiel ES-2208/2218 Las Vegas.

## Характеристики
Tele-Spiel — одна из немногих игровых систем первого поколения, использующая картриджи. Эта система работает также, как и Magnavox Odyssey — картриджи всего лишь дополняют схему, находящуюся в корпусе приставки, и позволяют использовать различные игровые режимы приставки. Процессоров ES-2201 не имела.
Для управления ES-2201 используются два уникальных по своей конструкции манипулятора — слайдера. Они представляют собой длинный и узкий «брусок», на котором расположен ползунковый регулятор (внутри используется не вращательный потенциометр, как в стандартных для того времени манипуляторах типа paddle, а линейный) и одна небольшая кнопка. Манипуляторы подсоединялись напрямую к картриджу, у которого с задней стороны был контакт.
На корпусе самой приставки находятся два вращающихся и два ползунковых регулятора. Вращающиеся используются для выбора частоты канала и установки уровня сложности, а ползунковые — для ведения счета, так как консоль не отображает его на экране телевизора. Последние не имеют никакой связи с электронными компонентами, а просто перемещаются по пазам.
ES-2201 питается от 9 В батарейки, к телевизору подключается через антенный разъем; изображение — черно-белое.

## Игры
С помощью одного картриджа можно запустить одну игру.
| Игры для приставки Philips Tele-Spiel ES-2201 |                |                    |                        |          |                                       |
| №                                             | Англ. название | Нем. название      | Русский аналог         | Картридж | Особенности                           |
| 1                                             | Badminton      | Federball          | Теннис                 | ES-2211  | Поставлялась в комплекте с приставкой |
| 2                                             | Pelota         | Trainingswand      | Пелота (игра в мяч)    | ES-2212  |                                       |
| 3                                             | Skeet Shooting | Tontaubenschiessen | Стендовая стрельба     | ES-2213  |                                       |
| 4                                             | Racing         | Autoslalom         | Гоночная аркада        | ES-2214  |                                       |
| 5                                             | Ghostchaser    | Phantomjagd        | «Охотник на призраков» | ES-2215  |                                       |